# Aleksandr Soljenitsin
Aleksandr Issàievitx Soljenitsin (en rus, Алекса́ндр Иса́евич Солжени́цын') (Kislovodsk, Rússia, 11 de desembre de 1918 - Moscou, 3 d'agost de 2008) fou un escriptor i historiador rus, guardonat amb el Premi Nobel de Literatura l'any 1970. Va morir a casa seva d'un atac de cor, després d'anys de salut precària, el 3 d'agost del 2008, als 89 anys.

## Biografia
Va néixer l'11 de desembre del 1918 a la ciutat de Kislovodsk, població situada al krai de Stàvropol. Fill d'un terratinent cosac mort poc abans que naixés i d'una mestra, va passar la seva infància a la ciutat de Rostov del Don i va estudiar física i matemàtiques a la universitat d'aquesta ciutat, moment en el qual va intentar publicar alguns treballs, i s'hi graduà el 1941.

## Opositor i reclusió
El 1941, va iniciar la seva activitat a l'exèrcit soviètic fins al 1945, inicialment en el cos de transports i posteriorment d'oficial d'artilleria. Va participar en la batalla de Kursk, coneguda com la batalla de tancs més gran de la història, i fou detingut al febrer del 1945 al front de Prússia oriental, prop de la ciutat de Königsberg (avui dia anomenada Kaliningrad), poc abans que comencés l'ofensiva final de l'exèrcit soviètic, que arribaria fins a la ciutat de Berlín.
Va ser condemnat a vuit anys de treballs forçats i a desterrament perpetu per les seves opinions contràries a l'estalinisme que havia escrit en una carta a un amic. Retingut inicialment a la seu central del KGB a Moscou, posteriorment fou enviat a diversos camps de treball, però gràcies als seus coneixements matemàtics fou enviat a un centre d'investigació científica per a presos polítics, vigilat per la Seguretat de l'estat; cosa que li va servir per a inspirar la seva novel·la В круге первом (V krugue pérvom, El primer cercle, 1978).
El 1950, va ser traslladat a un camp especial de la ciutat d'Ekibastuz, situat a l'RSS del Kazakhstan, on es va gestar Un dia a la vida d'Ivan Denísovitx, publicada aquell mateix any. També va treballar de presidiari miner, paleta i forjador, i va contreure un tumor del qual va ser operat; el càncer, però, se li va reproduir i aquesta experiència va servir de material per la seva novel·la El pavelló del càncer (1967-1968). Tot i la mort de Ióssif Stalin el 1953, Soljenitsin va continuar el desterrament «a perpetuïtat», per la qual cosa va ser enviat a Kok-Térek, situat al sud del Kazakhstan, des del març d'aquell any fins al 1956, cosa que va aprofitar per a escriure en secret mentre donava les classes a l'escola primària.

## Alliberament
Alliberat i rehabilitat el 1956, se li va permetre viure a Vladímir i Riazan, situades ambdues al centre de Rússia, on va poder dur una vida normal, fent classes de matemàtiques i escrivint sobre les seves experiències a la presó. Aquest va ser el material de la seva primera novel·la, Un dia en la vida d'Ivan Denísovitx (novembre del 1962), que va ser publicada gràcies al desglaç provocat per la denúncia de l'estalinisme realitzada en el XX congrés del PCUS per Nikita Khrusxov. La publicació d'aquest llibre li va procurar una gran popularitat a l'URSS i fora d'aquesta, però l'obertura va durar poc i l'autor es va passar els últims anys de la dècada del 1960 en un forcejament constant per salvar del KGB els seus arxius i manuscrits, molts d'aquests difosos per tota l'URSS en samizdat, còpies rudimentàries clandestines. Posteriorment, Un dia en la vida d'Ivan Denísovitx va ser prohibida, i l'original d'El primer cercle, del qual l'autor havia fet diverses versions, va ser confiscat, així com tots els seus papers.
El 1967, va escriure: «No tinc cap esperança en Occident, i cap rus hauria de tenir-la. L'excessiva comoditat i prosperitat han afeblit la seva voluntat i la seva raó». Proclamava que Occident mancava de recursos morals i espirituals per a resistir-se a la seva pròpia decadència.
El 1969, va ser expulsat de la Unió d'Escriptors Soviètics per denunciar que la censura oficial li havia prohibit diversos treballs, podent tot just publicar les novel·les El primer cercle (1968), El pavelló del càncer (1968-1969) i Agost 1914 (1971). L'any 1970, li fou concedit el Premi Nobel de Literatura per la força ètica amb la qual ha perseguit les tradicions imprescindibles de la literatura russa. Refusà viatjar fins a Estocolm per rebre el guardó per temor que les autoritats soviètiques no el permetessin retornar a la seva pàtria i per ultimar la seva principal obra Архипелаг ГУЛАГ (Arxipèlag Gulag). La primera part d'aquesta obra va ser publicada el desembre del 1973 a París, després que una còpia del manuscrit es perdés en caure en mans del KGB i la seva portadora, secretària de l'autor, se suïcidés després d'haver estat torturada. Escriu en la primera pàgina:
| « | Amb el cor oprimit, durant anys em vaig abstenir de publicar aquest llibre, ja acabat. El deure per als que encara vivien podia més que el deure envers els morts. Però ara, quan malgrat tot, ha caigut en mans de la Seguretat de l'estat, no em queda més remei que publicar-lo immediatament. | » |

Per escriure aquesta obra, va entrevistar 227 supervivents dels camps de treball soviètics o gulags, les identitats dels quals va protegir amb zel. Barreja fets històrics i autobiogràfics amb testimoniatges personals aliens i l'obra va desencadenar un vendaval d'atacs a l'autor en la premsa i en els mitjans de comunicació soviètics. Aquesta obra es va publicar inicialment a França (1973) i va aparèixer poc després en altres idiomes. El segon i tercer volum van ser publicats respectivament els anys 1975 i 1978. Va ser detingut i acusat de traïció el 12 de febrer del 1974 i l'endemà se'l va expulsar de l'URSS. Fou deportat a l'Alemanya oriental i privat de la ciutadania soviètica.

## Exili als Estats Units
Soljenitsin va viatjar fins als Estats Units d'Amèrica l'any 1975 per establir-s'hi definitivament després de publicar la novel·la-document Lenin a Zuric: capítols. En la seva residència de Cavendish, situada a l'estat nord-americà de Vermont, es va dedicar a escriure dos assajos: El roure i el vedell, fonamental per a entendre el mecanisme intern de la vida literària soviètica, i El perill mortal, en el qual analitza els errors de la visió nord-americana sobre Rússia, on va tornar a la caiguda del bloc soviètic, en recuperar oficialment la ciutadania soviètica, amb la qual cosa, per fi, va poder retornar al seu país l'any 1994, on va tenir una rebuda digna d'un heroi, a pesar de la qual cosa no ha deixat d'exercir el pensament crític sobre Rússia.

## Opinions polèmiques
Soljenitsin rebé crítiques per opinions que els seus crítics titllaren de reaccionàries i d'antisemites. En el seu llibre Dos-cents anys junts (2002), exposà la seva teoria que les revolucions russes de 1905 i 1917 eren "atribuïbles als jueus", identificant-los amb els líders menxevics i bolxevics; també acusà els jueus de covardia en temps de guerra i deserció.
En diverses polèmiques, mostrà plantejaments que han estat qualificats de racistes, en referència a les seves idees de la supremacia de Rússia sobre altres nacions. Criticà les democràcies occidentals per "dèbils" i blasmà el govern dels EUA per la fi de la intervenció al Vietnam, guerra de la qual fou partidari i arribà a reclamar intensificar-hi els bombardejos. Dels països occidentals, en criticà la cultura i la música i, al seu parer, les excessives garanties legalistes.
L'any 1976, en una visita a l'Estat espanyol poc després de la mort del dictador, lloà el règim de Franco, del qual digué que no es podia considerar una dictadura, i criticà l'oposició antifranquista.

## Obra seleccionada
- 1950: Un dia en la vida d'Ivan Denísovitx
- 1963: Mai cometem errors
- 1964: Pel bé de la causa
- 1967-1968: El pavelló del càncer
- 1968: El primer cercle
- 1971: Agost 1914
- 1973: Arxipèlag Gulag
- 1975: Lenin a Zuric: capítols
- 1975: Arxipèlag Gulag 2
- 1978: Arxipèlag Gulag 3
- 1983: Octubre 1916
- 1990: Com reorganitzar Rússia
- 1990: Març 1917
- 1992: El problema rus: al final del segle XX
- 1993: Abril 1917

### Arxipèlag Gulag
Arxipèlag Gulag és una anàlisi extremadament documentada del sistema de presons soviètic, del terrorisme i de la policia secreta. Amb un estil solt, allunyat de solemnitats melodramàtiques i amb un lleu toc irònic que alleuja la tensió lectora en un laberint de contínues tragèdies, s'enumeren les atrocitats d'un estat enfrontat demencialment al seu propi poble, gairebé des dels seus inicis. En un dels moments de major esplendor del gulag, vers el 1936, hi havia uns cinc milions de presoners que componien allò que Franz Kafka va anomenar "la colònia penitenciària". Un nombre que va augmentar any rere any, fins a la mort de Ióssif Stalin, el 1953. Entre 1928 i la defunció del "Pare dels pobles", entre 40 i 50 milions de persones van ser enviades a complir condemnes al lloc que metafòricament va denominar Soljenitsin arxipèlag, camps de treball repartits per tota l'URSS, i de les quals aproximadament la meitat d'elles mai no van retornar a casa.

## Reconeixements
En honor seu, s'anomenà l'asteroide (4915) Soljenitsin descobert el 8 d'octubre del 1969 per Liudmila Ivànovna Txernikh.

### Biografies
- Burg, David; Feifer, George. Solzhenitsyn: A Biography.  New York: Stein & Day, 1972.
- Glottser, Vladimir; Chukovskaia, Elena. Слово пробивает себе дорогу: Сборник статей и документов об А. И. Солженицыне (Slovo probivaet sebe dorogu: Sbornik statei i dokumentov ob A. I. Solzhenitsyne), 1962–1974 (en rus).  Moscow: Russkii put', 1998.
- Korotkov, AV; Melchin, SA; Stepanov, AS. Кремлевский самосуд: Секретные документы Политбюро о писателе А. Солженицыне (Kremlevskii samosud: Sekretnye dokumenty Politburo o pisatele A. Solzhenitsyne) (en rus).  Moscow: Rodina, 1994.
- Korotkov, AV; Melchin, SA; Stepanov, AS. The Solzhenitsyn Files. Catherine A. Fitzpatrick (tr.).  Chicago: Edition q, 1995.
- Solzhenitsyn: A Documentary Record.  Bloomington: Indiana University, 1973. ISBN 9780253201645.
- Ledovskikh, Nikolai. Возвращение в Матренин дом, или Один день' Александра Исаевича (Vozvrashchenie v Matrenin dom, ili Odin den' Aleksandra Isaevicha) (en rus).  Riazan': Poverennyi, 2003.
- Ostrovsky Alexander (2004). Солженицын: прощание с мифом (Solzhenitsyn: Farewell to the myth) – Moscow: «Yauza», Presscom. ISBN 978-5-98083-023-6
- Pearce, Joseph. Solzhenitsyn: A Soul in Exile.  Grand Rapids, MI: Baker Books, 2001.
- Reshetovskaia, Natal'ia Alekseevna. В споре со временем (V spore so vremenem) (en rus).  Moscow: Agentsvo pechati Novosti, 1975.
- Reshetovskaia, Natal'ia Alekseevna. Sanya: My Husband Aleksandr Solzhenitsyn. Elena Ivanoff transl.  Indianapolis: Bobbs-Merrill, 1975.